# Eske Pedersen Bille

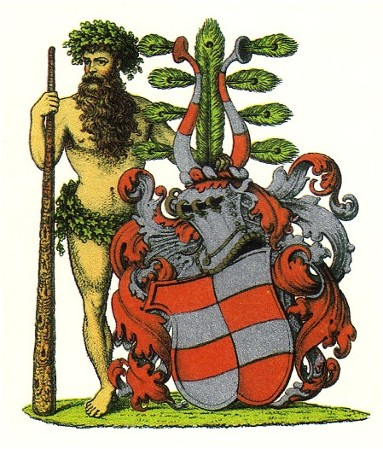
Ätten Billes vapen såsom det avbildades i Danmarks Adels Aarbog 1890.

Eske Pedersen Bille, död 9 februari 1552, var en dansk rikshovmästare. Han var bror till biskopen Ove Bille och far till Peder Bille.
Eske Bille hade betydande förläningar i stora delar av Danmark, bland annat innehade han 1510-14 Köpenhamns slott. Under Fredrik I blev han slottsråd och från 1529 läntagare på Bergens slott. Efter 1537 vistades han åter i Danmark och användes i viktiga diplomatiska uppdrag, till exempel vid Kristian III:s underhandlingar med Frankrike. År 1547 blev han rikshovmästare. Bille hade stora godsområden i Danmark, särskilt i Skåne, där han ägde Ellinge slott och Månstorp. På den sistnämnda egendomen lät han på 1540-talet uppföra en borg, vars ruiner ännu finns kvar.